# Língua lêmnia
O lêmnio é uma língua antiga falada no século VI a.C. na ilha grega de Lemnos. Foi atestada principalmente por meio de uma única inscrição descoberta numa estela funerária, a estela de Lemnos, descoberta em 1885 nas proximidades de Kaminia. No entanto, fragmentos de inscrições descobertas em objetos de cerâmica locais mostram que era falado na região por uma comunidade. Em 2009, relatou-se que uma nova inscrição teria sido descoberta em Efestia. Acredita-se que o lêmnio tenha algum parentesco com o etrusco. Após os atenienses conquistaram a ilha, na segunda metade daquele século, o lêmnio foi substituído pelo grego ático.